# Леополд фон Ранке
Леополд фон Ранке (Вихе, 21. децембар 1795 — Берлин, 23. мај 1886) је био немачки историчар.
Основна карактеристика Ранкеовог рада јесте истицање примарног значаја изучавања оригиналних извора, психолошких утицаја, а пре свега објективног историјског става, као и разумевање националних тенденција у њиховом односу према историји датог времена.

## Биографија
Родио се 1795. године у Тирингу, у месту Вије. Потиче из старе свештеничке лутеранске породице. Отац Готлиб завршио је права и отворио адвокатску канцеларију у Вијеу, где се оженио кћерком једног поседника. Боравио је 1807-1809. године у оближњем манастиру Дондорф где је похађао основну школу. Затим је провео пет година учећи се у средњој школи у месту Шулпорте. Са 18. година уписао се на Универзитет у Лајпцигу. Током четири године, између 1814-1818. студирао је прво теологију, па се посветио филологији. Нарочито га је интересовала црквена историја. Промовисан је 1818. године за доктора филозофије. Примио се државне службе и све до 1825. године предавао је историју у средњој школи у Франкфурту на Одри. За писање предавања почео је користити историјске изворе. Објавио је 1824. године у Берлину књигу Историја романских и германских народа (1495—1535), по којој се прочуо. Од 1825. године па до смрти био је професор историје у Берлину. Путовао је у Праг, Беч и Италију где је проучавао архиве. У Беч је стигао 1827. године и током годину дана упознао се са публицистом Генцом, Метернихом, Копитаром и Србином Вуком Караџићем. Зближио се са Вуком, који га је веома импресионирао и инспирисао да се посвети изучавању српског устанка - "револуције". Започео је чак да учи српски језик, да би могао боље да оствари намеру. Објавио је 1829. године на немачком језику књигу "Српска револуција". У Италији се дуже бавио у Венецији и Фиренци, до 1831. године. Од 1836. године он је редовни професор историје на берлинском универзитету. Постао је 1841. године државни историограф у Пруској.
Оженио се у 47. години са Кларисом Давес у Лондону, и са њом био у браку до њене смрти 1871. године. Умро је готово слеп 1886. године у 91. години живота.

## Најзначајније дело
Најзначајније његово дело била је историја папства у периоду XVI и XVII века, Die römischen Päpste, ihre Kirche und ihr Staat (3 тома, 1834 — 1836), која је од шестог издања (1874) обухватила период до 1870. Ова историја настала је након његових опсежних истраживања у библиотекама Италије, где је три године (1828–31) прикупљао материјал. У овом свом делу он је историју папства преусмерио са верских полемика, и приказао развој папске моћи и њен утицај на историју Европе, истичући, међутим, више њен политички него религиозни значај.
За овим радом уследила је обимна историја реформације, Deutsche Geschichte im Zeitalter der Reformation (6 томова, 1839 — 1847), која је посматрана у оквирима савремене европске историје са потпуним разумевањем за њене религијске вредности са лутеранског становишта.

## Ранке као утемељивач научне историографије
Ранке се често сматра утемељивачем научне историографије и традиционалне немачке историјске школе. У уводу свог дела Историја романских и германских народа (1495—1535) под називом Прилог критици старијих историографа, Ранке се супротставио дотадашњој прагматичкој историји својом чувеном тврдњом да жели да истражи прошлост онако како се заиста десила (wie es eigentlich gewesen). Тиме је он изразио тежњу за потпуном објективношћу историчара.
Ранке се заиста трудио да у својим радовима остане објективан, у чему је у великој мери и успео, али ипак из његових дела провејавају конзервативна политичка схватања и обожавање апсолутистичке пруске државе и њеног војног деспотизма. У држави је Ранке видео основни предмет историјског истраживања, будући да ју је сматрао оригиналном творевином људског духа и божанске промисли. Примат је давао спољној политици у односу на унутрашњу. Сматрао је да уставност и унутрашње уређење једне државе зависе од демонстрације њене моћи према спољном свету, тј. њеним суседима.
За Ранкеово научно стваралаштво и поимање историје карактеристичан је европоцентричан поглед на свет. Он је под Европом подразумевао само романске и германске народе западне Европе, док је балканским и источноевропским народима доделио другоразредну улогу заштитника Европе од монголских и турских најезди. Па ипак, веома је ценио српску историју, што се да видети из његове Српске револуције и других радова које је писао на основу података добијених од Вука Караџића.
Велику пажњу Ранке је посвећивао презентацији својих радова. Сматрао је да би за једно дело било најбоље кад би имало и научну и уметничку вредност, али је ипак предност давао веродостојности казивања него лепоти. Извршио је велики утицај не само на немачку историографију у другој половини 19. па и у првој половини 20. века, него и на историографију других европских земаља, па и Америке.
Књигу Српска револуција објавио је 1829. године у Хамбургу, и касније још два допуњена издања, у Берлину 1844. и у Лајпцигу 1879. Користио је током писања српске изворе а долазио је тим послом и у Србију за време кнеза Милоша. Истраживао је у Пожаревцу где је испитивао живе сведоке - учеснике догађаја.

## Изабрани радови
- Geschichten der romanischen und germanischen Völker von 1494 bis 1514 ("Histories of the Romanic and Germanic Peoples from 1494 to 1514", 1824)
- Serbische Revolution ("Serbian Revolution", 1829)
- Fürsten und Völker von Süd-Europa im sechzehnten und siebzehnten Jahrhundert ("Princes and Peoples of Southern Europe in the Sixteenth and Seventeenth Centuries")[5]
- Die römischen Päpste in den letzen vier Jahrhunderten ("The Roman Popes in the Last Four Centuries", 1834–1836)
- Neun Bücher preussischer Geschichte (Memoirs of the House of Brandenburg and History of Prussia, during the Seventeenth and Eighteenth Centuries, 1847–1848)
- Französische Geschichte, vornehmlich im sechzehnten und siebzehnten Jahrhundert (Civil Wars and Monarchy in France, in the Sixteenth and Seventeenth Centuries: A History of France Principally During That Period, 1852–1861)
- Die deutschen Mächte und der Fürstenbund ("The German Powers and the Princes' League", 1871–1872)
- Ursprung und Beginn der Revolutionskriege 1791 und 1792 (Origin and Beginning of the Revolutionary Wars 1791 and 1792, 1875)
- Hardenberg und die Geschichte des preussischen Staates von 1793 bis 1813 (Hardenberg and the History of the Prussian State from 1793 to 1813, 1877)
- Weltgeschichte - Die Römische Republik und ihre Weltherrschaft (World history: The Roman Republic and Its World Rule, 2 volumes, 1886)

### Радови у преводу на енглески
- The Ottoman and the Spanish Empires, in the Sixteenth and Seventeenth Centuries, Whittaker & Co., 1943.
- Memoirs of the House of Brandenburg and History of Prussia During the Seventeenth and Eighteenth Centuries, Vol. 2, Vol. 3, John Murray, 1849.
- Civil Wars and Monarchy in France, in the Sixteenth and Seventeenth Centuries, Richard Bentley, 1852.
- The History of Servia and the Servian Revolution, Henry G. Bohn, 1853.
- History of England Principally in the Seventeenth Century, Volume Two, Volume Three, Volume Four, Volume Five, Volume Six, Oxford: At the Clarendon Press, 1875.[6]
- Universal History: The Oldest Historical Group of Nations and the Greeks, Charles Scribner's Sons, 1884.
- History of the Popes: Their Church and State, Vol. 2, Vol. 3, P. F. Collier & Son, 1901. (Translated by Sarah Austin)
- History of the Reformation in Germany, George Routledge & Sons, 1905.
- History of the Latin and Teutonic Nations, 1494–1514, George Bell & Sons, 1909.
- The Secret of World History: Selected Writings on the Art and Science of History, Roger Wines, ed., Fordham University Press, 1981.